# 无产阶级国际主义
无产阶级国际主义（英語：Proletarian internationalism），又称国际社会主义（International socialism）、社会主义国际主义，音译英特纳雄耐尔（法語：Internationale，时指国际工人协会，代称无产阶级国际主义）是德國社會學家、資本論作者卡尔·马克思提出的一个社会阶级理论，其将所有共产主义革命视为一个全球阶级斗争的一部分，而不是单独的局部事件。该理论主张资本主义是一个全球体系，基于共同的阶级利益，因此所有国家的工人阶级必须团结世界范围的其他工人阶级进行斗争，才能用社会主义或共产主义取代之。
无产阶级国际主义的拥护者常常认为，一场特定革命的目标应该是全球性的，而不是局部范围的，例如，引发或延续其他地方的革命。无产阶级国际主义与世界革命的目标密切相关，这些目标是通过所有国家连续或同时发生的社会主义革命来实现的。根据马克思主义理论，成功的无产阶级国际主义应该导致世界社会主义，从而最终导向无国籍共产主义。

## 简介
无产阶级国际主义与马克思主义的世界革命理论所密切联系，其目的在于获得类似的、持续的共产主义革命。马克思主义理论认为世界革命可以导致国际共产主义（world communism）及之后的完全共产主义（stateless communism）。
共产主义者通常把无产阶级国际主义定义为资产阶级民族主义（Bourgeois nationalism）的对立词，但是其表述则因不同主张而异。人们熟知的更多是列宁继承并高度概括的关于马克思主义民族学的内容。列宁围绕着无产阶级国际主义的世界革命观和阶级斗争理论提出：“资产阶级的民族主义和无产阶级的国际主义——这是两个不可调和的敌对口号，这两个同整个资本主义世界的两大阶级营垒相适应的口号，代表着民族问题上的两种政策(也是两种世界观)”，“马克思主义同民族主义是不能调和的，即使它是最‘公正的’、‘纯洁的’、精致的和文明的民族主义。马克思主义提出以国际主义代替一切民族主义”。 列宁还鉴于“任何自由派资产阶级的民族主义，都会在工人中起严重的腐蚀作用，都会使自由的事业和无产阶级阶级斗争的事业遭受极大的损失”，提出工人运动必须“坚持各族工人团结一致反对一切民族资产阶级的民族主义”，揭露了“资产阶级和资产阶级民主派的民族主义，口头上承认民族平等，行动上则维护(常常暗中，背着人民)一个民族的某些特权，并且总是力图为‘自己的’民族(即为本民族的资产阶级)获得更大的利益”的极端利己性，鲜明地表达了反对民族主义的根本立场。
无产阶级国际主义一般认为是反民族主义的一种，但不同流派对其解释与侧重各不相同，由于非学术界对民族主义定义存在各种理解，有时无产阶级国际主义会被一般民族主义者简单误解为对立概念。

## 马克思和恩格斯
无产阶级国际主义概括为卡尔·马克思和弗里德里希·恩格斯创造的口号“全世界无产者，联合起来！”，这是1848年发表的《共产党宣言》的最后一行。然而，马克思和恩格斯对民族问题的态度是在追求长期革命“战略”的过程中，也受到实际“战术”考虑的影响。1848年，在无产阶级还未壮大的历史阶段，需要成熟的政治和经济条件才能推进无产阶级革命的可能性。例如，马克思和恩格斯支持一个独立和民主的波兰的出现，当时波兰被德国、俄国和奥匈帝国分割。罗莎·卢森堡的传记作者彼得·内特尔(Peter Nettl)写道："总的来说，马克思和恩格斯对欧洲国家地理重组的概念是基于四个标准：进步的发展、大规模经济单位的建立、按照革命的可能性来权衡赞同和反对，以及他们对俄国的具体敌意态度"，俄罗斯当时被视为欧洲反动势力的中心。

## 第一国际
组成国际工人协会（IWA）（有时称为第一国际）的工会成员认识到，工人阶级是一个国际阶级，必须在国际范围内将其斗争联系起来。通过跨越国界的联合，工人们将获得更大的议价能力和政治影响力。
国际工人协会成立于1864年，是第一个以国际为重点的群众运动。根据各国警方的报告，国际工人协会在其巅峰时期拥有500万名成员，它在欧洲国家有重要的存在。欧洲的镇压以及无政府主义和马克思主义潮流之间的内部分歧最终导致其在1876年解散。此后不久，马克思主义和革命社会主义者倾向于通过被称为第二国际的继承组织继续执行国际工人协会的国际主义战略，但无政府主义者和无政府工团主义者没有再次被该组织接纳。

## 第二国际
1907年，弗拉基米尔·列宁和罗莎·卢森堡在斯图加特举行的第二国际第七次代表大会上提出的决议也许最好地表达了无产阶级国际主义，该决议断言：
资本主义国家之间的战争通常是它们在世界市场上竞争的结果，因为每个国家不仅要确保其现有的市场，而且还要征服新的市场。在这方面，对外国人民和国家的征服起着突出的作用。此外，这些战争是军国主义不断争夺军备的结果，军国主义是资产阶级统治和在经济和政治上征服工人阶级的主要工具之一。
战争得到了民族偏见的支持，这些偏见是统治阶级为了其利益而在文明民族中系统地培养的，目的是分散无产阶级群众对自己的阶级任务和国际团结义务的注意力。
因此，战争是资本主义本质的一部分；只有当资本主义制度被废除时，或者当军事技术的进步所要求的人员和金钱方面的巨大牺牲以及军备所引起的愤慨促使人民废除这一制度时，战争才会停止。
该决议最后得出结论：
如果战争有爆发的危险，工人阶级及其在有关国家的议会代表有责任在社会党国际局的协调活动的支持下，尽一切努力，以他们认为最有效的手段防止战争的爆发，这些手段自然要根据阶级斗争的尖锐化和总的政治形势的尖锐化而有所不同。
如果战争还是爆发了，他们有责任进行干预，以利于战争的迅速结束，并利用战争造成的经济和政治危机来唤起群众，从而加速资本主义阶级统治的衰落。
不过，事实上卢森堡和列宁对民族问题的解释大相径庭。列宁和布尔什维克反对帝国主义和沙文主义，主张采取民族自决政策，包括支持被压迫民族脱离俄国的权利。他们认为这将有助于为压迫国和被压迫国的工人之间的团结创造条件。具体来说，列宁声称 "任何被压迫民族的资产阶级民族主义都有反对压迫的一般性民主内容，我们正是无条件地支持这种内容。"
相比之下，卢森堡在1893年与主流的波兰社会党在民族问题上决裂。卢森堡认为，自马克思时代以来，俄国的性质已经发生了变化，因为俄国现在正作为一个主要的资本主义国家快速发展，而波兰的资产阶级现在的利益与俄国资本主义相联系。这就为波兰和俄国工人阶级之间的阶级联盟提供了可能性。
在1914年8月4日，第二国际的主要政党德国社民党以压倒性的投票支持德国加入第一次世界大战并批准了战争信贷。第二国际的许多其他成员党也纷纷效仿，跟着支持国家政府，第二国际于1916年解散。无产阶级国际主义者把社会民主主义和民族主义的结合定性为社会沙文主义。

## 第一次世界大战
列宁、卢森堡和卡尔·李卜克内西等国际主义者的希望被最初的战争狂热浇灭了。列宁试图在齐美尔瓦尔德会议上重建反对战争的社会主义团结，但大多数代表采取了和平主义立场而不是革命立场。
在狱中，卢森堡通过1915年的《朱尼厄斯小册子》深化了她的分析。在这份文件中，她特别反对压迫者和被压迫者的概念。“帝国主义不是一个或任何一组国家的产物。它是资本世界发展的特定成熟阶段的产物，是一种先天的国际条件，是一个不可分割的整体，只有在它的所有关系中才能辨认出来，任何国家都不能随意置身事外”。
无产阶级国际主义者在此时认为，第一次世界大战的联盟证明，社会主义和民族主义在帝国主义时代是不相容的，民族自决的概念已经过时，特别是民族主义将被证明是无产阶级团结的障碍。无政府工团主义是工人阶级的另一股政治潮流，它将战争的特点描述为各方面的帝国主义，在世界产业工人组织中得到了体现。
国际主义观点影响了第一次世界大战结束时的革命浪潮，特别是随着俄国在十月革命后退出冲突，以及德国在基尔和威廉港开始起义，使战争在1918年11月结束。然而，一旦这一革命浪潮在20世纪20年代初退去，无产阶级国际主义就开始不再是工人阶级政治的主流。

## 第三国际：列宁主义与左翼共产主义
第一次世界大战后，国际社会主义运动不可调和地分裂为两个敌对派别：一方面是在冲突期间广泛支持本国政府的社会民主党；另一方面，列宁主义者及其盟友组成了新的共产党，这些政党在于1919年3月成立的第三国际期间被组织起来。在俄国内战期间，出于战术原因，列宁和列昂·托洛茨基更加坚定地接受了民族自决的概念。在第三国际，民族问题成为主流列宁主义者和“左翼共产主义者”之间的主要争论焦点。
到1939年第二次世界大战爆发时，只有少数著名的共产主义者，如意大利马克思主义者阿马迪奥·博尔迪加和荷兰议会共产主义者安东尼·潘涅库克仍然坚持反对俄国接受民族自决。1943年墨索里尼政权在意大利垮台后，博尔迪加主义者重新集结，成立了国际共产党（PCInt）。该党的机关报《普罗米修斯》（Prometeo）的第一版作出如下宣称：“工人们！要反对民族战争的口号，它既将意大利工人武装起来与英国和德国无产者兵戈相向，又阻挠了共产主义革命的口号——它将全世界的工人团结起来，反对他们的共同敌人——资本主义。”国际共产党认为，在民族问题上，卢森堡的论点是正确的，而非列宁。

## 苏联的“社会主义国际主义”与战后时代
二战后，对国际主义理论的兴趣重新出现，由于苏联的战后军事占领，共产主义在东欧的影响力急剧增加。苏联政府以无产阶级国际主义为理论基础，将其与其占领的保加利亚、捷克斯洛伐克、波兰和匈牙利等东欧国家的关系加以定义。该理论被用来证明在这些国家建立“人民民主国家”是正当的，这些国家将在受监督的情况下从法西斯主义向共产主义过渡。到 1960 年代初期，这种想法被认为已经过时，因为大多数“人民民主国家”已经建立了具有凝聚力的战后社会主义国家。此时苏联思想家认为，无产阶级国际主义概念不再准确描述苏联与新兴东欧共产主义集团的关系，因此创造了一个新概念，即“社会主义国际主义”(Socialist internationalism)。根据尼基塔·赫鲁晓夫领导下的苏联国际主义理论，无产阶级国际主义只能被用来描述国际人民和政党之间的团结，而不是政府之间的团结，而国家间的关系属于一个平行的范畴，这就是社会主义国际主义。
社会主义国际主义远不如无产阶级国际主义具有攻击性，因为它关注的不是革命的输出，而是外交、政治以及先前存在的政权之间某种程度上的文化团结。在该原则下，华约政府被鼓励与彼此和莫斯科进行各种形式的经济或军事合作，但这一概念由此也为苏联干预东欧各共产主义国家做了服务，促成了中苏交恶和华约入侵捷克斯洛伐克。在此后的1969年6月的莫斯科共产党和工人党国际会议上，来自世界各地的75个共产党正式确定并认可了这一社会主义国际主义理论，会议期间表达的社会主义国际主义的主要原则之一是“捍卫社会主义是共产党人的国际义务”，这意味着共产党政府应有义务在军事上相互协助，以捍卫其共同利益免受外部侵略。
赫鲁晓夫的继任者勃列日涅夫更加直言不讳地支持社会主义国际主义。1976年，勃列日涅夫宣布无产阶级国际主义既没有死也没有过时，并重申苏联坚持其核心理念“工人阶级团结一致，各国共产主义者为共同目标而斗争，团结一致人民为民族解放和社会进步而斗争，[和]兄弟党在严格遵守每个人的平等和独立的情况下自愿合作"。勃列日涅夫的领导下，一方面，苏联和华约经常唤起无产阶级国际主义，为全球左翼工会和游击队叛乱提供资金，另一方面，基于社会主义国际主义，对外国的军事干预也可以被认为是在战时保卫或支持其他共产主义国家的“国际主义义务”。

## 后苏联时代的无产阶级国际主义
在后苏联时代，左派往往不认同苏联时期对“社会主义国际主义”的解释，一些政治团体，如PCInt、国际共产主义潮流和国际主义共产主义倾向（前身为革命党国际局，包括 PCInt）和一些自由意志社会主义者一样，遵循列宁主义、卢森堡主义或波尔迪加主义对无产阶级国际主义的解释。

## 批评
一些社会主义者认为，诸如地方忠诚和文化障碍等社会现实不利于无产阶级国际主义的实现，如乔治·奥威尔认为，"在所有国家，穷人都比富人更有民族性"。对此，马克思主义者可能会反驳说，虽然富人在历史上可能具有足够认识到跨国阶级利益的意识和教育，但这些国家的穷人可能没有这种优势，使他们更容易受到“爱国主义的虚假意识形态”的影响。马克思主义者断言，爱国主义和民族主义正是为了掩盖对立的阶级利益，否则会对统治阶级的秩序构成威胁。
在帝国主义和民族自决的问题上，第三世界主义的支持者认为，“压迫”国家（如美国或以色列）的工人必须首先支持“被压迫”国家（如阿富汗或巴勒斯坦）的民族解放运动，才能拥有实现无产阶级国际主义的基础，例如，英国社会主义工人党的领导人托尼·克里夫否认了巴勒斯坦人和以色列人在中东局势中团结一致的可能性，他写道："以色列不是被帝国主义压制的殖民地，而是殖民者的堡垒、帝国主义的炮台。一些曾经被如此兽性的方式迫害和屠杀的人，自己却卷入到了沙文主义、军国主义的狂热中，成为帝国主义征服阿拉伯群众的盲目工具，这实在是一个悲剧。"